# Monadenium elegans
Euphorbia elegans là một loài thực vật thuộc họ Euphorbiaceae. Đây là loài đặc hữu của Tanzania. Chúng hiện đang bị đe dọa vì mất môi trường sống.